# 구덕
구덕(丘德, ?~?)은 고구려계 신라 승려이다.

## 생애
소고구려의 승려로서 827년에 당나라로 유학을 떠났다가 소고구려가 멸망하자 신라에 불경을 가지고 넘어왔다.
이에 신라 흥덕왕은 여러 사찰의 승려들을 모아 흥륜사(興輪寺) 앞길까지 나가 그를 맞이했다.